# Піо Феді
Пі́о Фе́ді  (італ. Pio Fedi; 7 червня 1815 — 31 травня 1892) — італійський скульптор XIX століття, представник академізму.

## Життєпис
Народився в місті Вітербо.
Художню освіту опановував в місті Флоренція. Але починав як учень в ювелірній майстерні, що була розташована на Старому мосту (Понте Веккіо). Навчався також у Флорентійській академії мистецтв. Викладачем малюнку у нього був Рафаель Морген, а гравюри на міді — Джованні Гаравілья.
1838 року він відбув у місто Відень, де відвідував Віденську академію мистецтв.
Багато обдарований Піо Феді отримав стипендію і повернувся в Італію, аби продовжити навчання в Римі. Навчався в Римі до 1844 року. У зв'язку з погіршенням зору був вимушений покинути техніку гравіювання і звернувся до скульптури.
1846 року він повернувся у Флоренцію. Леопольд ІІ надав йому замову створити дві декоративні скульптури для фасаду галереї Уффіці (скульпторів Ніколо Пізано та Андреа Цезальпіно). З нагоди урочистостей приєднання герцогства Тосканського і Флоренції до новоствореного королівства Італія Піо Феді отримав змову на алегоричну скульптуру «Культура Тоскани». Згодом отримав замову і на декілька алегоричних скульптур.
Серед скульптур роботи Піо Феді, що викликали захоплення сучасників — надгробок італійського поета Дж. Ніколліні у вигляді алегорії «Вільна Поезія» для церкви Санта Кроче у Флоренції та скульптурна група «Викрадення Поліксени».
«Викрадення Поліксени», створене в ненайкращий період розвитку італійської скульптури, втрачало специфіку скульптури і нагадувало живописну, картинну композицію доби маньєризму з її ускладненістю, надмірною динамікою і віртуозністю виконання при використанні далекого від реальності сюжету. Але динамізм групи завоював популярність і оригінал «Викрадення Поліксени» був виставлений в Лоджії деі Ланці у Флоренції як єдиний зразок скульптури XIX ст., гідний витримати порівняння з уславленими скульптурами доби відродження.
Скульптор взагалі мав нестабільну художню манеру і працював, використовуючи різні історичні стилі, серед яких пізній класицизм і академізм, ампір, елементи маньєризму і натуралізму в декоративних скульптурах.
Мав авторитет у художніх колах Флоренції. Серед його учнів був популярний скульптор Джованні Бастьяніні (1830—1868).

## Галерея Піо Феді у Флоренції
У місті Флоренція відкрита галерея Піо Феді. Приміщення галереї, де є невелика експозиція творів мистецтва, використовується також для проведення виставок. Заклад облаштовано в колишньому монастирі Санта-Кьяра. Церква і споруди монастиря походять з XIV століття. Але споруди пройшли декілька етапів перебудов і реконструкції. Монастир Санта-Кьяра було ліквідовано 1808 року. У XX столітті тут і облаштовано галерею Піо Феді.

## Вибрані твори
- "Монумент генералу Манфредо Фанті ", Флоренція
- "Скульптор Ніколо Пізано ", декоративна скульптура для фасаду галереї Уффіці
- "Скульптор Андреа Цезальпіно ", декоративна скульптура для фасаду галереї Уффіці
- "Надгробок Фердінандо Бартоломеі "
- «Надгробок поета Дж. Ніколліні», алегорична скульптура «Вільна Поезія», Санта Кроче, Флоренція, 1877 р.
- "Викрадення Поліксени ", Флоренція
- Два кам'яні леви, Флоренція

## Галерея вибраних творів

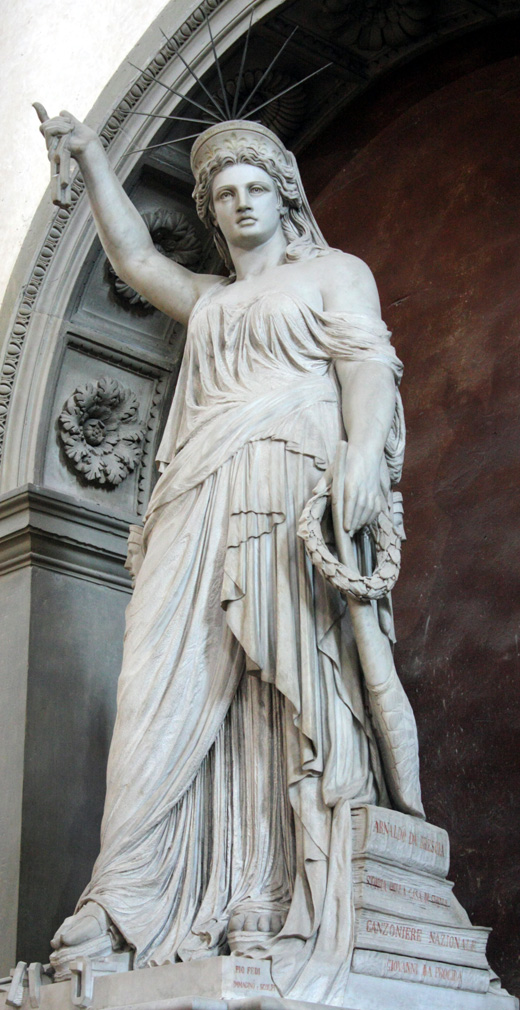
Піо Феді, надгробок поету Дж. Ніколліні, алегорична скульптура «Вільна Поезія», церква Санта Кроче, Флоренція, 1877 р.

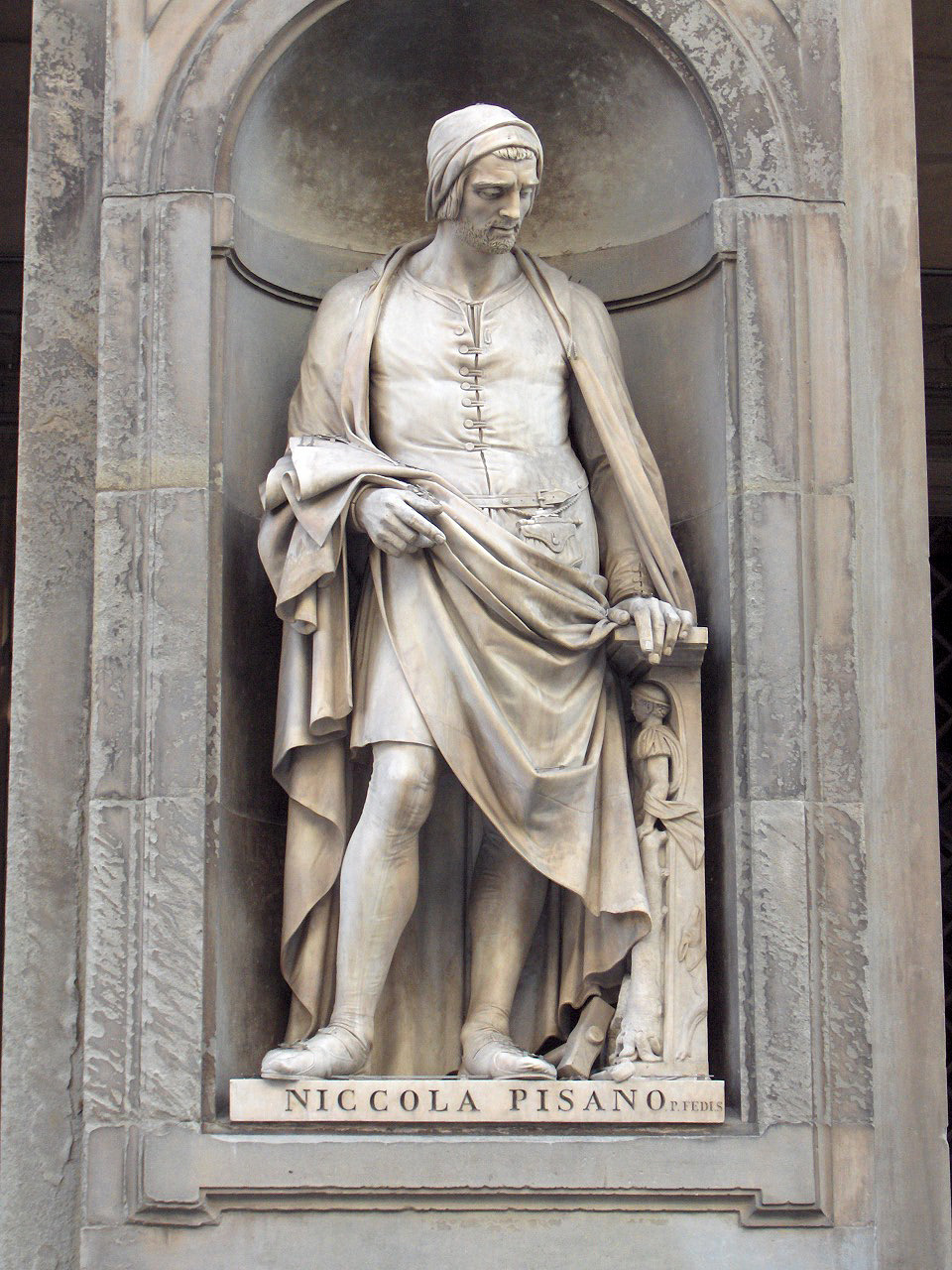
«Скульптор Ніколо Пізано», декоративна скульптура для фасаду галереї Уффіці
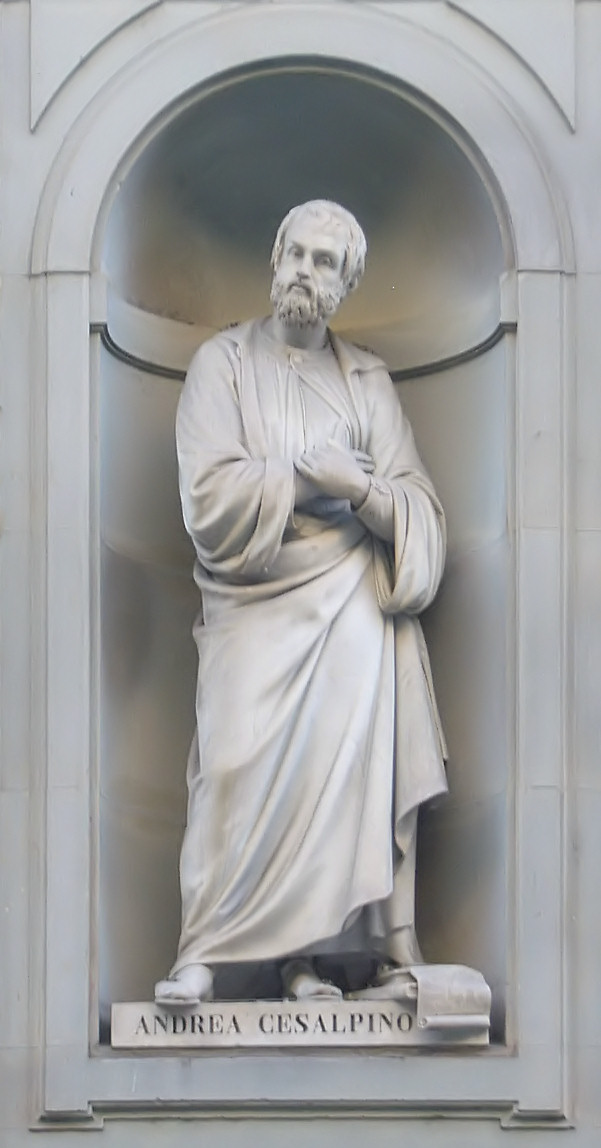
«Скульптор Андреа Цезальпіно», декоративна скульптура для фасаду галереї Уффіці
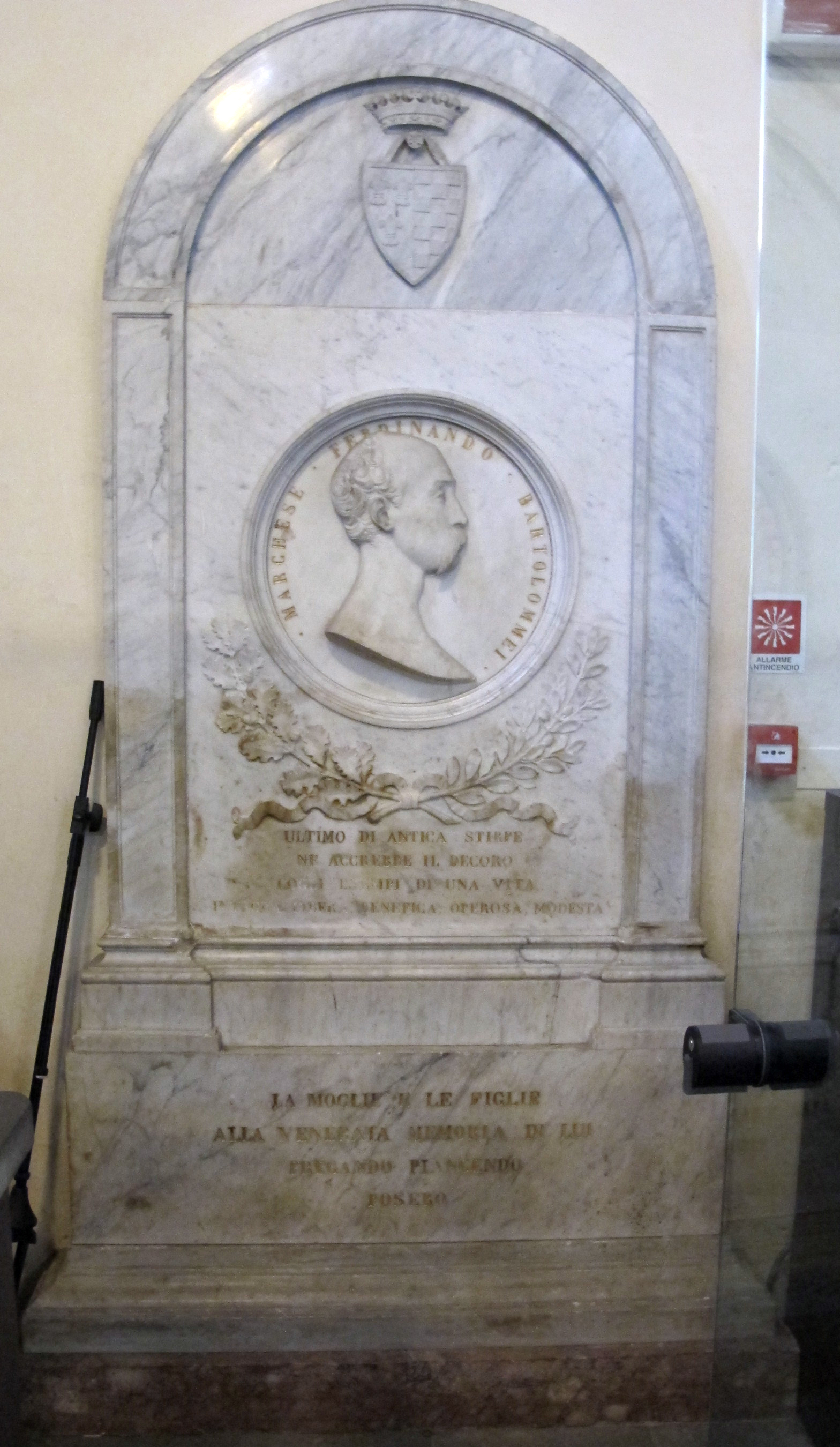
«Надгробок Фердінандо Бартоломеі»
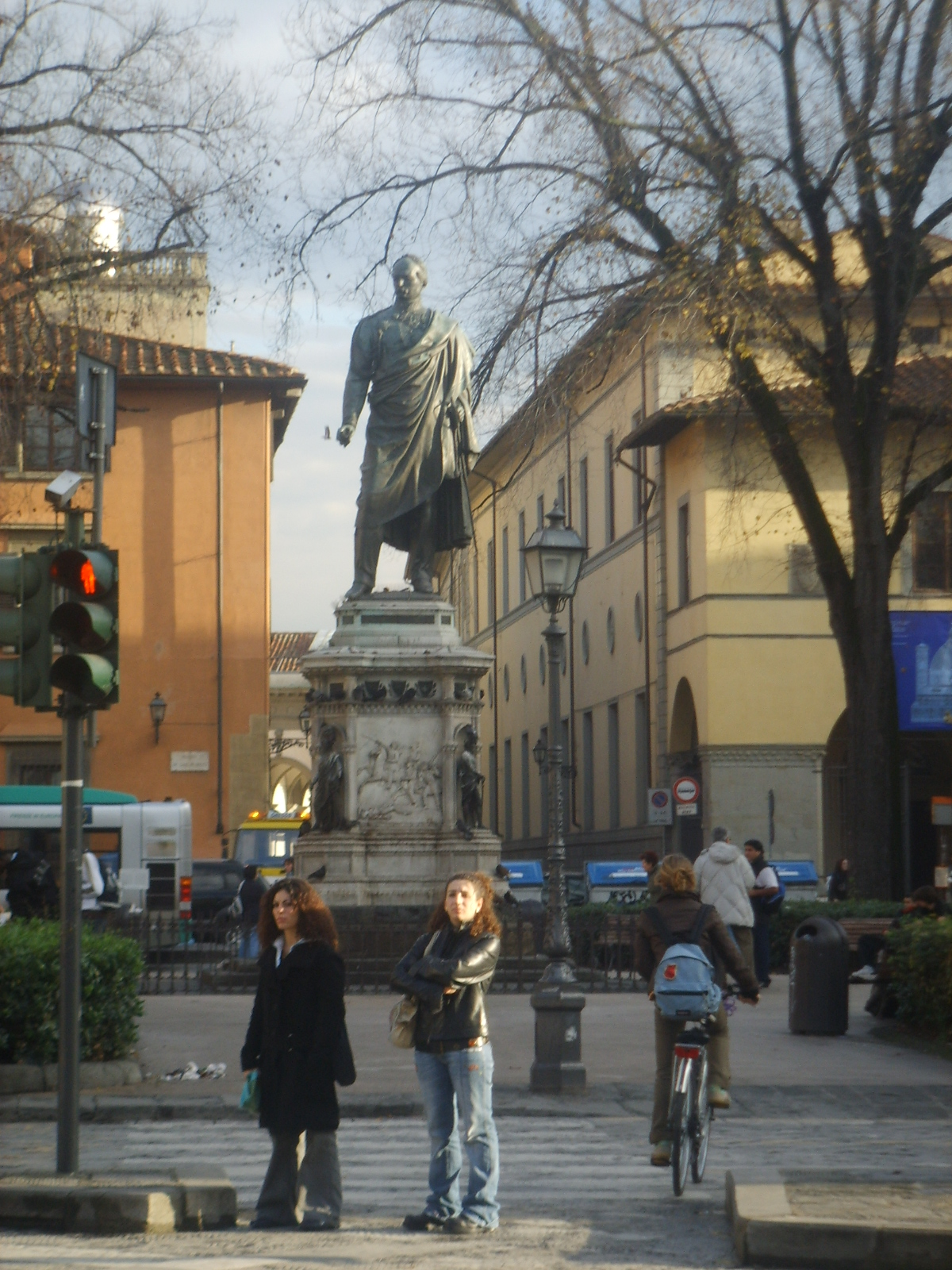
«Монумент генералу Манфредо Фанті», Флоренція